# Jorge Vea
Jorge Vea (* 15. April 1994 in Donostia-San Sebastián) ist ein spanischer Eishockeyspieler, der beim CH Txuri Urdin in der Superliga unter Vertrag steht.

## Karriere
Jorge Vea begann seine Karriere als Eishockeyspieler in der Nachwuchsabteilung des CH Txuri Urdin, für den er in der Spielzeit 2010/11 sein Debüt in der Superliga gab. 2016 gewann er mit den blau-weißen aus dem Baskenland die Copa del Rey; 2017 und 2018 wurde er mit dem Klub spanischer Meister.

### International
Für Spanien nahm Vea im Juniorenbereich zunächst an den U18-Weltmeisterschaften 2010, 2011 und 2012, als er zum besten Spieler seiner Mannschaft gewählt wurde, sowie an den U20-Weltmeisterschaften 2011, 2012, 2013 und 2014 jeweils in der Division II teil. Zudem vertrat er seine Farben bei der Winter-Universiade 2015 in Grenada.
Mit der Herren-Nationalmannschaft spielte er bei den Titelkämpfen der Division II 2013, 2014, 2016, 2017 und 2018, als er die beste Plus/Minus-Bilanz des Turniers aufwies. Außerdem spielte er für die Iberer bei der Olympiaqualifikation für die Winterspiele in Pyeongchang 2018.

## Erfolge und Auszeichnungen
- 2014 Aufstieg in die Division II, Gruppe A, bei der Weltmeisterschaft der Division II, Gruppe B
- 2016 Spanischer Pokalsieger mit dem CH Txuri Urdin
- 2017 Spanischer Meister mit dem CH Txuri Urdin
- 2018 Spanischer Meister mit dem CH Txuri Urdin
- 2018 Aufstieg in die Division II, Gruppe A, bei der Weltmeisterschaft der Division II, Gruppe B
- 2018 Beste Plus/Minus-Bilanz bei der Weltmeisterschaft der Division II, Gruppe B